# Templeton (Iowa)
Templeton is een plaats (city) in de Amerikaanse staat Iowa, en valt bestuurlijk gezien onder Carroll County.

## Geschiedenis
Templeton is gesticht in 1882 tijdens de aanleg van de spoorlijn tussen Chicago en de Pacific Railroad, welk hedendaags wordt uitgebaat door BNSF Railway.
De plaats is voornamelijk bekend om Templeton Rye, een rye whisky die gestookt werd tijdens de drooglegging in de Verenigde Staten. Vanwege de Grote Depressie en flinke overproductie hadden de inwoners van het plaatsje, voornamelijk boeren, last van lage grondstofprijzen en daardoor sterk tegenvallende inkomsten. Om toch hun gezinnen in levensonderhoud te voorzien besloten zij zelf whisky te gaan "bootleggen". De gestookte drank bleek van uitzonderlijke kwaliteit en kwam bekend te staan als "the good stuff" en was zeer populair in "speak easies" (ondergrondse cafés) in o.a. Chicago, er werd zelfs gezegd dat het de favoriet was van gangster Al Capone. De productie en distributie hiervan, waar alle inwoners in zekere mate aan meewerkten, bracht de stad veel welvaart in de economisch barre tijden: maandelijks werden drie volle treinwagons suiker gelost in het plaatsje wat toendertijd nog geen 200 inwoners had. Hedendaags wordt een drank genaamd "Templeton Rye" legaal geproduceerd in een destilleerderij aan de rand van het stadje, met een recept waarvan men beweert dat het gebaseerd is op een van de originele recepten uit de tijd van de drooglegging.

## Demografie
Bij de volkstelling in 2000 werd het aantal inwoners vastgesteld op 334. In 2006 is het aantal inwoners door het United States Census Bureau geschat op eveneens 334.

## Geografie
Volgens het United States Census Bureau beslaat de plaats een oppervlakte van 1,1 km², geheel bestaande uit land. Templeton ligt op ongeveer 439 m boven zeeniveau.

## Plaatsen in de nabije omgeving
De onderstaande figuur toont nabijgelegen plaatsen in een straal van 12 km rond Templeton.